# 卡茨韦勒
卡茨韦勒是德国莱茵兰-普法尔茨州的一个市镇。总面积9.42平方公里，总人口1728人，其中男性865人，女性863人（2011年12月31日），人口密度183人/平方公里。